# Ulica 3 Maja w Katowicach
Ulica 3 Maja w Katowicach – ulica w Katowicach, położona na całej swojej długości w dzielnicy Śródmieście. Jest jedną z najważniejszych i najbardziej reprezentacyjnych dróg w mieście, a także pod względem wartości czynszów jedną z najdroższych w Polsce.
Ma przebieg równoleżnikowy. Rozpoczyna swój bieg przy katowickim Rynku, skąd ciągnie się na zachód, krzyżując się z ulicą Wawelską, przechodząc przy d. placu W. Szewczyka blisko głównego dworca kolejowego na stacji Katowice. Na jego wysokości krzyżuje się z ulicą Stawową, natomiast blisko swego krańca krzyżuje się z ulicą J. Słowackiego. Kończy swój bieg łącząc się z placem Wolności. Jest wyłączona z regularnego ruchu samochodowego.
Nazwa ulicy upamiętnia datę wybuchu III powstania śląskiego.

## Charakterystyka

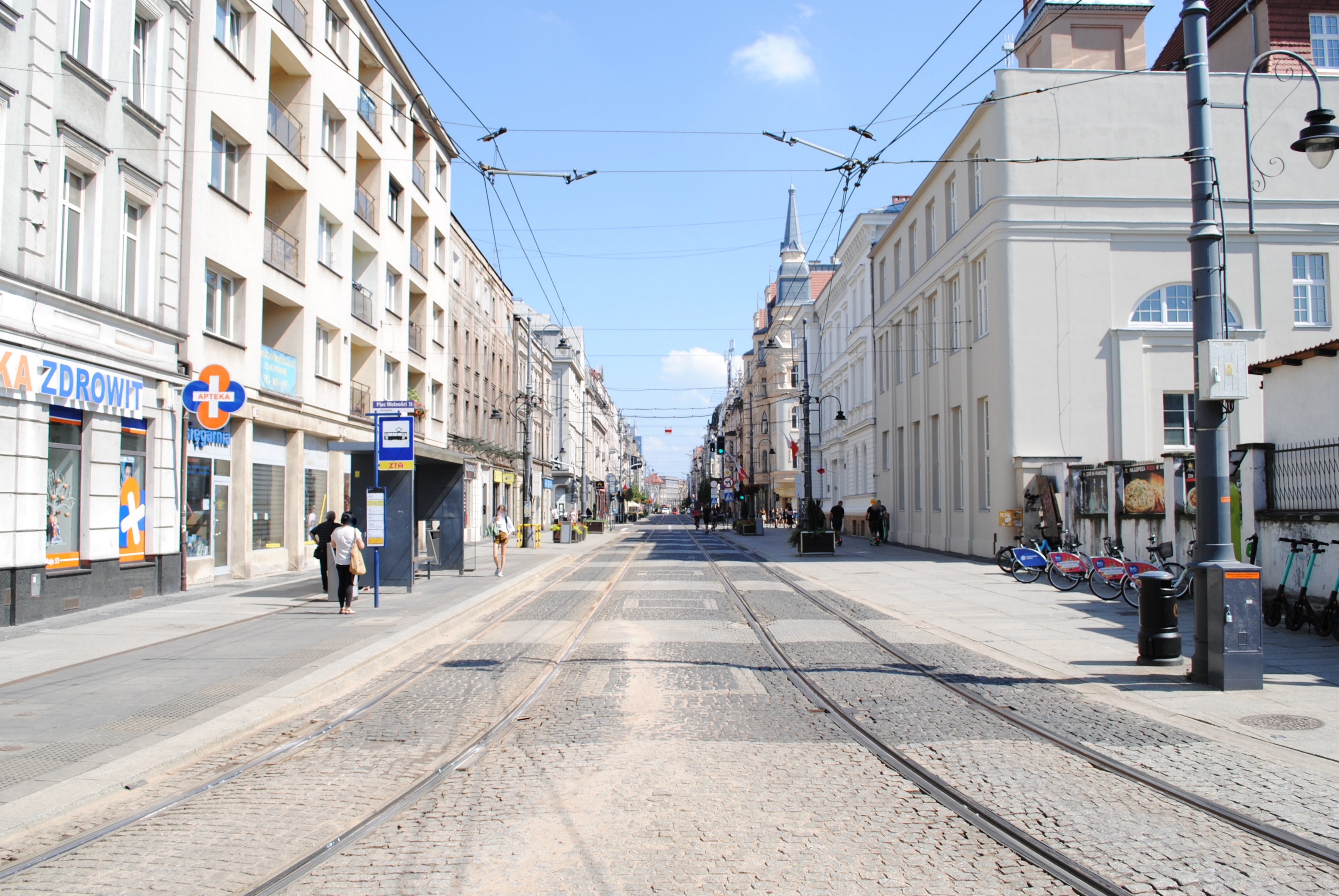
Ulica 3 Maja widziana od strony placu Wolności (2022)

Jest to droga gminna nr 100265S o klasie drogi lokalnej (L). Jezdnia ulicy obłożona kostką kamienną i na całej swojej długości ma szerokość 5,7 m. Łączna długość ulicy wynosi 640 m. Jest ona w administracji Miejskiego Zarządu Ulic i Mostów w Katowicach. W systemie TERYT ulica widnieje pod numerem 11937, a kody pocztowy dla adresów wzdłuż niej to 40-096 i 40-097.
Jest jedną z najbardziej reprezentacyjnych dróg w Katowicach. Według danych firmy Cushman & Wakefield pod względem wysokości czynszów za wynajem powierzchni handlowych należy do grupy najdroższych ulic w Polsce, zajmując w tym zestawieniu piąte miejsce w 2010 roku i szóste w 2011 roku. Rejon ulicy charakteryzuje się także gęstą zabudową – udział powierzchni zabudowanej w powierzchni terenu przekracza w rejonie ulicy 75%. Dominują przy niej kamienice mieszkalno-handlowe z drugiej połowy XIX i początku XX wieku.
Jest zamknięta dla regularnego ruchu samochodowego. Ulicą na całej swojej długości kursują tramwaje na zlecenie Zarządu Transportu Metropolitalnego (ZTM). Działają tutaj dwa przystanki: Katowice Plac Wolności (stanowisko w kierunku Załęża) i Katowice Dworzec PKP.

## Historia

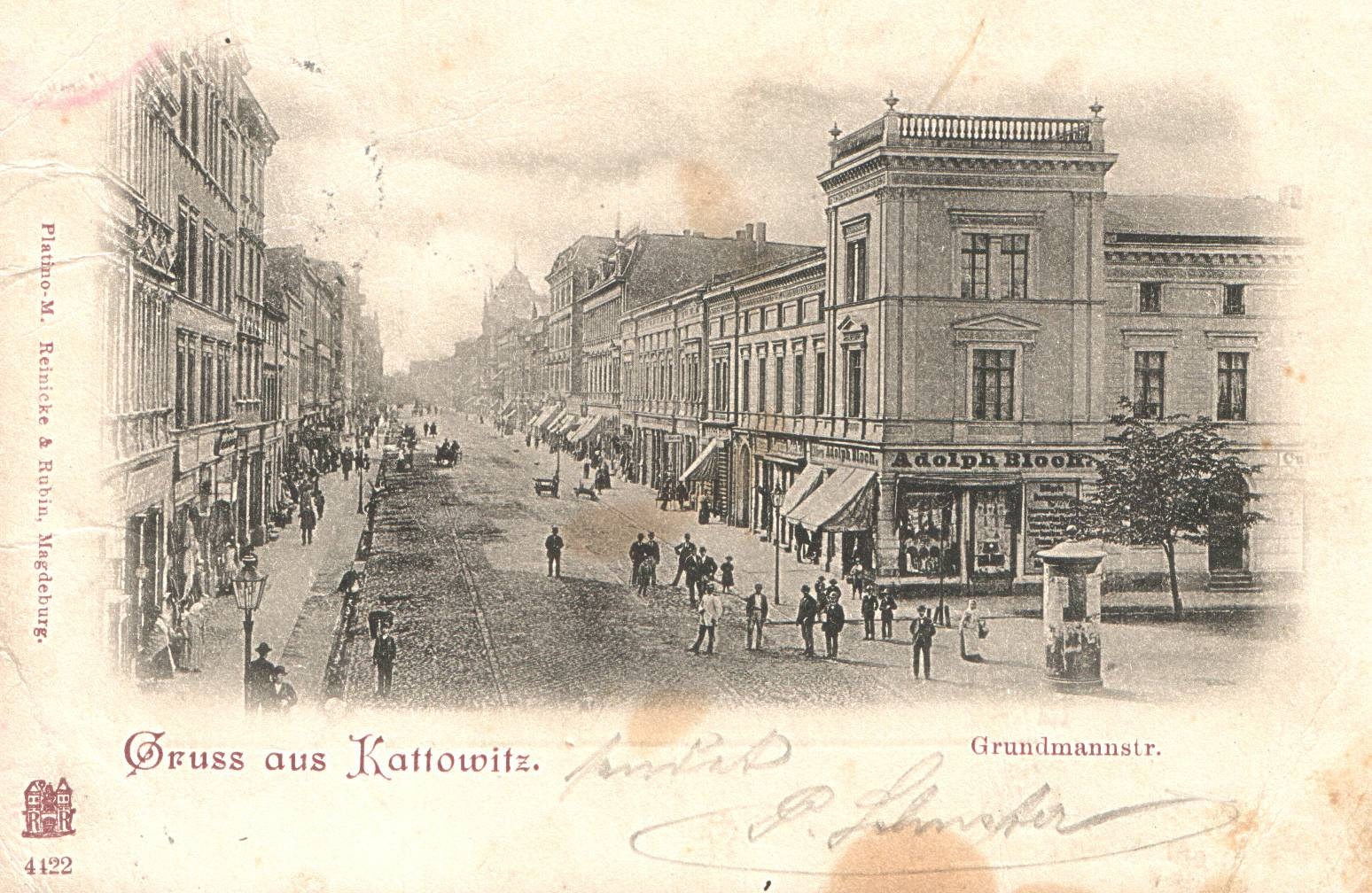
Dawna Grundmannstraße

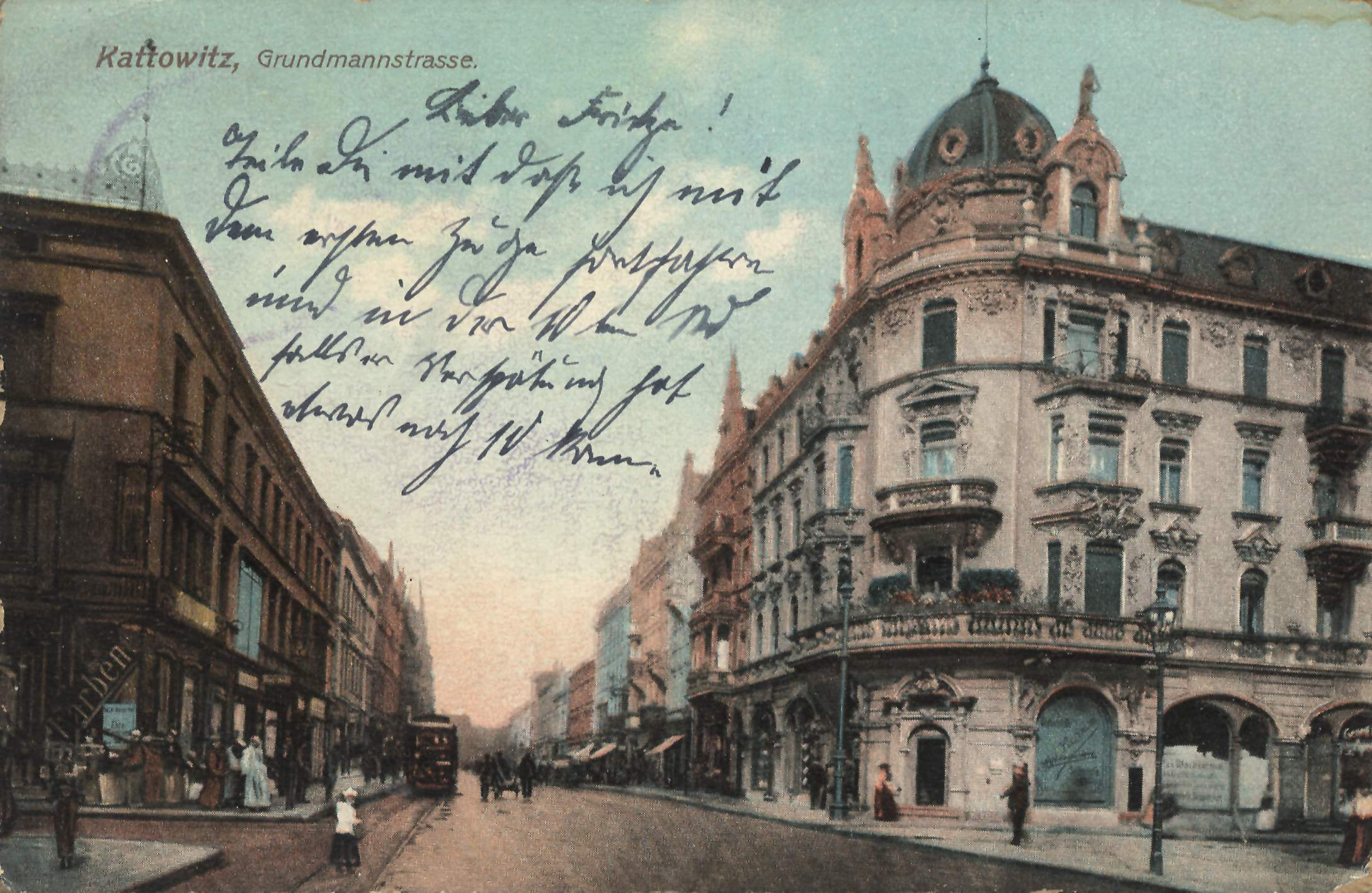
Dawna Grundmannstraße na pocztówce wydanej w roku 1907

Pierwszy szlak w śladzie późniejszej ulicy 3 Maja pojawił się na mapie gospodarczej Johannesa Harnischa z lat 1794–1795, który prowadził z ówczesnej wsi Katowice do Załęża. Nie było przy niej wówczas zabudowy. Właściwa ulica w jego śladzie została wytyczona na bazie pierwszych planów przestrzennego rozwoju Katowic z 1856 roku projektu Heinricha Moritza Augusta Nottebohma jako łącznik pomiędzy późniejszym placem Wolności a Rynkiem. Od połowy XIX wieku nosiła nazwę Industriestraße. Polscy mieszkańcy miasta nazywali ją ulicą Pańską lub ulicą Główną ze względu na umiejscowienie przy niej eleganckich sklepów i mieszkań. Niedługo po nadaniu praw miejskich, 24 października 1867 roku katowicka Rada Miejska na wniosek katowickiego Magistratu podjęła decyzję o przemianowaniu jej na Grundmannstraße. Było to zjawiskiem wyjątkowym, gdyż Friedrich Grundmann zmarł dwadzieścia lat później – 30 lipca 1887 roku. Świadczyło to o jego zasługach dla miasta.
W latach 1861–1862 na rogu ulic Industriestraße i Schillerstraße (ul. J. Słowackiego) wybudowano pierwszą katowicką synagogę według projektu Ignatza Grünfelda. W 1871 roku miasto zakupiło dom nr 9 przy Grundmannstraße na cel tymczasowej siedziby magistratu i radnych miejskich. Koszt zakupu wyniósł 21,5 tys. talarów. Wcześniej radni wynajmowali pomieszczenia w domu Immerwartha (również przy tej ulicy). W 1899 roku oddano do użytku linię tramwajową wzdłuż ulicy, a w 1908 roku na poprowadzono wzdłuż niej drugi tor. 6 grudnia 1904 roku pod nr. 9 otwarto dom towarowy braci Jerzego i Artura Barasch.  Od 1907 pod numerem 11 funkcjonowało kino Grand-Kinematograf.

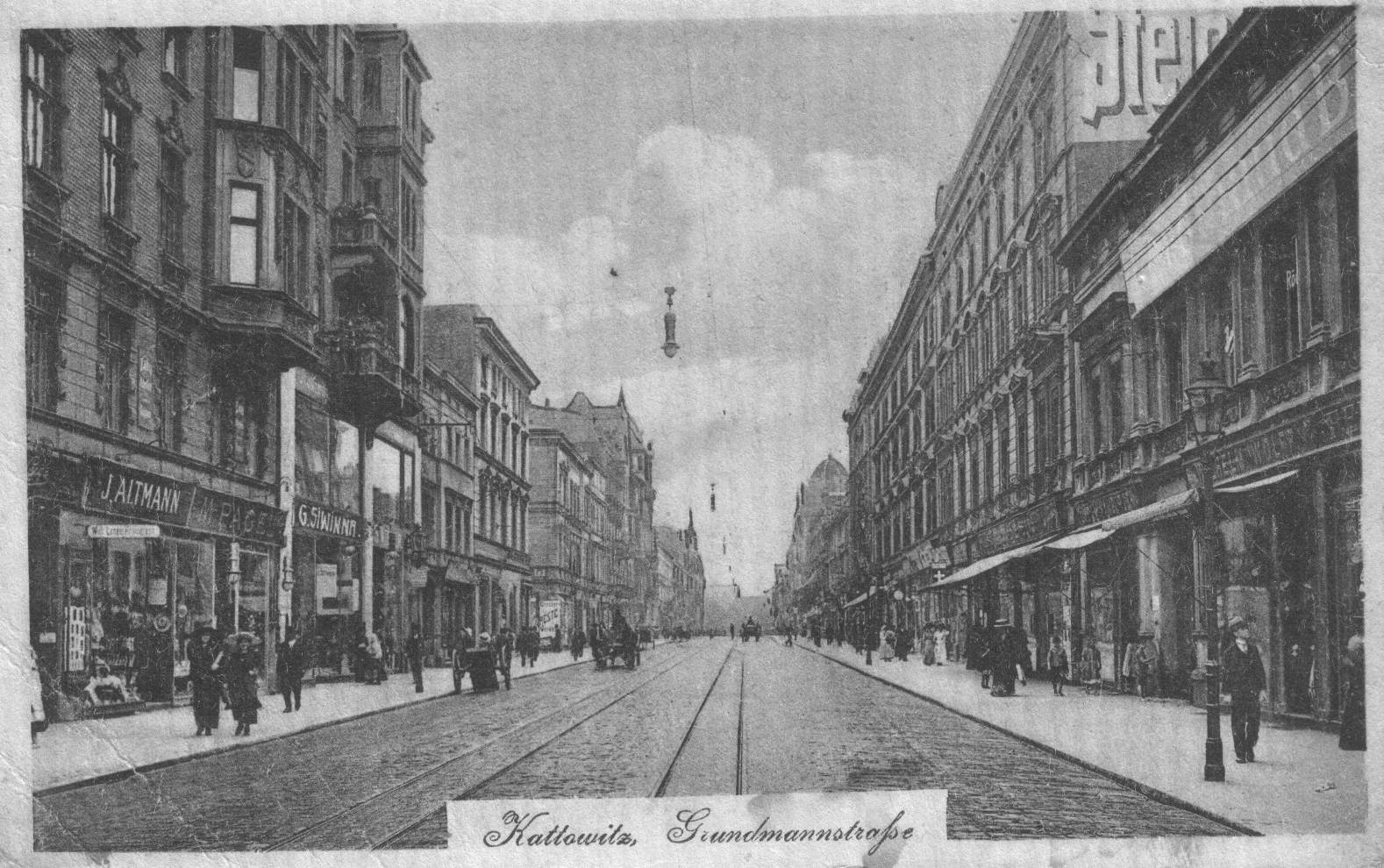
Dawna Grundmannstraße

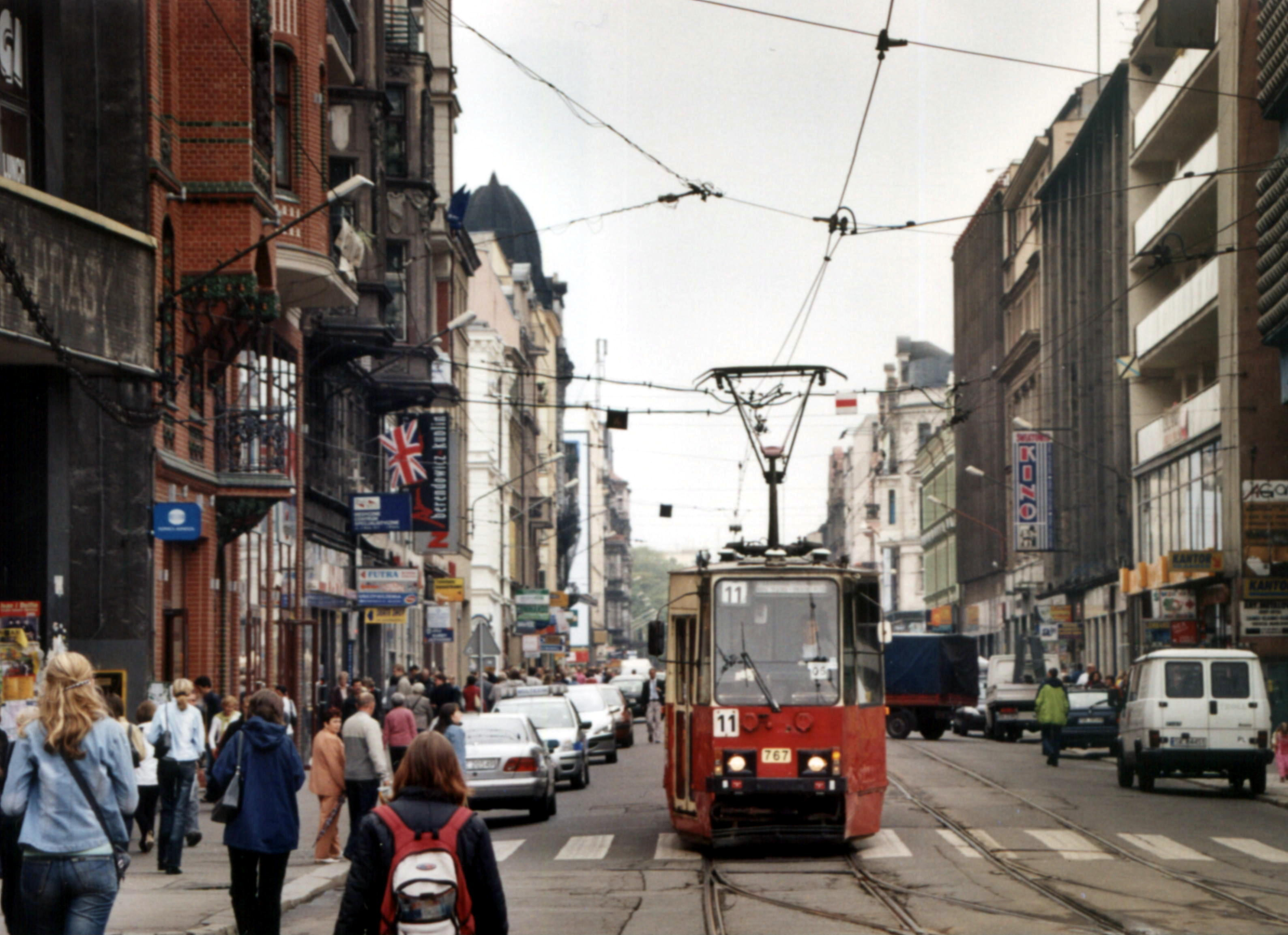
Ulica 3 Maja w sierpniu 2005 roku

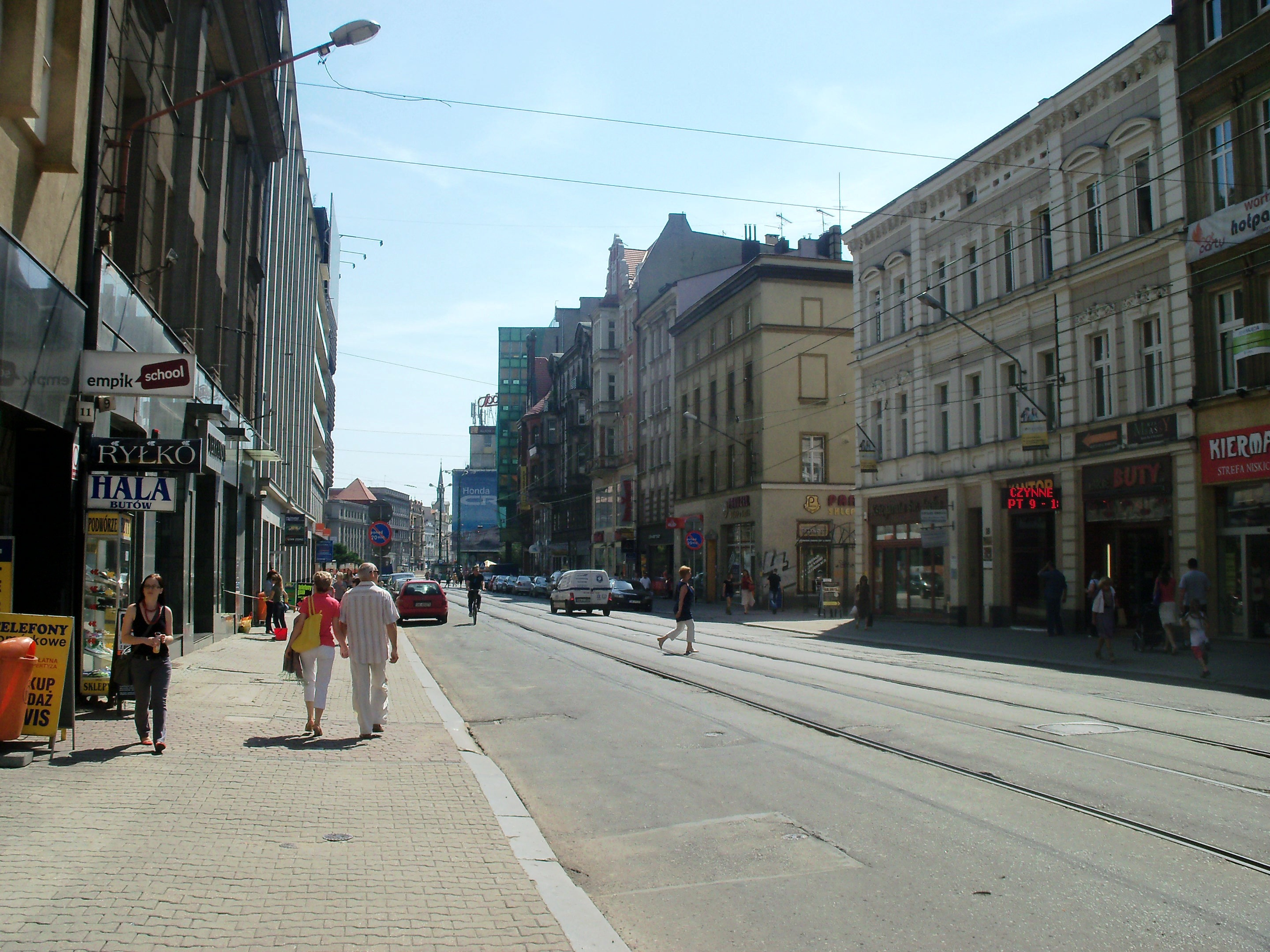
Ulica 3 Maja w czerwcu 2011 roku

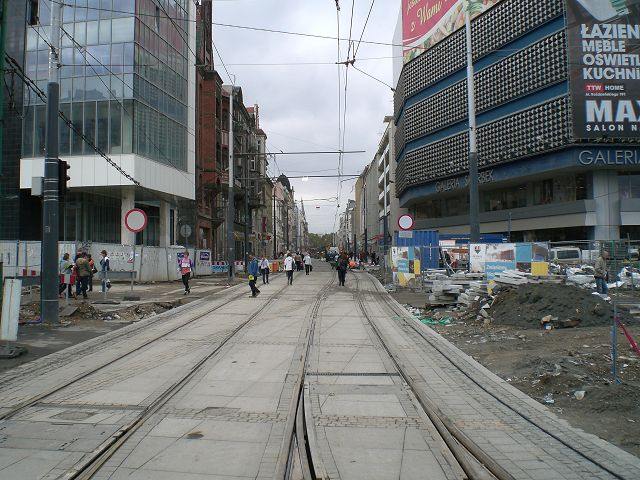
Ulica 3 Maja w trakcie trwającego remontu we wrześniu 2013 roku

W 1922 roku ulicy nadano nazwę ulica 3 Maja, upamiętniając w ten sposób datę wybuchu III powstania śląskiego (3 maja 1921 roku). Tę samą nazwę droga miała w czasach Polski Ludowej. 
W dwudziestoleciu międzywojennym pod numerem 9 funkcjonowała centrala Banku Śląskiego – Banque de Silésie i spółka akcyjna Śląskie Zakłady Elektryczne (do 1939 roku). Do 1939 roku pod numerem 3 zlokalizowany był największy damski i dziecięcy dom konfekcyjny w mieście – Baender. Swoją siedzibę w nim posiadała firma Ocularium (oferująca artykuły fotograficzne i optyczne) oraz sklep Pedicura (oferujący obuwie oraz usługi związane z pielęgnacją nóg). Pod numerem 2 istniał skład win i wódek B. Hartmanna i firmy Klonowski i Ska oraz biuro wynajmu filmu „Espefilm”, a do 1910 – fabryka likierów Ewalda Puschkewitza. Pod numerem 6 w 1862 roku założono Dom Obuwia, prowadzony przez F. Kochmana, a pod numerem 5 swoją hurtownię towarów kolonialnych posiadał L. Broński. W budynku nr 31 istniał do 1939 roku Katowicki Dom Licytacyjny B. Cubera, a pod nr 32 – sklep Moritza Nebla. Do 1939 roku przy ulicy istniały konsulaty: francuski i włoski pod numerem 23, a brytyjski pod numerem 33. Była także znana z największego składu rowerowego w II Rzeczpospolitej, który działał pod nr. 34 – Ebeco.
Ulica 3 Maja została wspomniana w książce Kazimierza Gołby Wieża spadochronowa, opowiadającej o obronie Katowic w czasie kampanii wrześniowej przez harcerzy. Opis ulicy w przeddzień II wojny światowej, w dniu 31 sierpnia 1939 roku:

Główna arteria Katowic, ulica 3 Maja, była już prawie pusta. Pierwsza fala uchodźców przewaliła się przez nią i rozpłynęła po mieście. Rzadcy przechodnie przemykali się w mrokach jak duchy. Zaciemnione tramwaje prawie bez przerwy dzwoniły.

Opis ulicy pojawia się także w kilku miejscach w powieści Wilhelma Szewczyka Ptaki ptakom, której akcja dzieje się w pierwszych dniach września 1939 roku:

Działo się to na ulicy 3 Maja, po której tak przyjemnie można się było przechadzać wieczorami; do rana nie gasły światła nad sklepami, migotały reklamy i w kolorowych blaskach obracało się koło szczęścia nad kantorem loterii państwowej. Tutaj ponad brukiem patrzyły wzajem na siebie kuropatwy Borinskiego, jak totemy dobrobytu zawieszone u wejścia do sklepu, i oczy Hitlera z okien niemieckiej księgarni. Żółte tramwaje podzwaniały dumnie; dopiero opuszczając miasto traciły dumę i w karkołomnych podkokach przemykały obok hałd, obok szałasów i nor, obok cygańskich ognisk, przy których nie-Cyganie ogrzewali swoje ciemne bezczynne dłonie. Dzisiaj zniknęły totemy u Borinskiego, odfrunęły w niewiadomą dal kuropatwy, uciekła ustrzelona sarna i zające pokicały do niespokojnych lasów. Płaty papieru, odezwy i plakaty zakryły wystawowe okna niemieckiej księgarni. Wózek z ranną dziewczynką potoczył się w stronę rynku, gdzie patriotyczne panie kielami nabierały gorącej kawy dla wysuszonych warg.

Ulica 3 Maja jest wspomniana w powieści Aleksandra Baumgardtena Spotkanie z jutrem, opowiadającej o przybyłych w 1945 roku do Katowic lwowiakach-repatriantach. Opis ulicy w lecie 1945 roku:

Przez Plac Wolności, okrążając go znowu w jakiś skomplikowany sposób, dostał się na 3-go Maja. Onieśmielony piekielnym ruchem, przystanął na rogu. Do reszty dobiły go dwa apokaliptyczne tramwaje, tratujące ulice z hukiem tabunu bawołów. Tramwaje minęły się szczęśliwie, szyby sąsiednich domów dzwoniły coraz ciszej. Zrobiło się luźniej.

Po zdobyciu Katowic przez wojska sowieckie, w nocy z 29 na 30 stycznia 1945 roku spalili oni kamienice w narożniku ulic 3 Maja i Pocztowej. W latach 70. XX wieku wyburzono część kamienic po południowej stronie ulicy w związku z budową nowego brutalistycznego dworca kolejowego. Na powstałym wówczas placu (późniejszy plac W. Szewczyka) wybudowano wielostanowiskowy przystanek autobusowy wraz ze znajdującą się nad nią kładką łączącą ulicę 3 Maja z dworcem kolejowym stacji Katowice. 
15 sierpnia 2010 roku zamknięto ówczesny plac W. Szewczyka – rozpoczęto przebudowę dworca kolejowego i budowę centrum handlowego Galeria Katowicka, której ściana północna wypełniła w tym miejscu południową pierzeję ulicy. Kamień węgielny pod nowy dworzec i centrum handlowe położono 31 maja 2011 roku. W latach 2012–2014 ulicę 3 Maja przebudowano na całej długości.

## Obiekty zabytkowe i historyczne

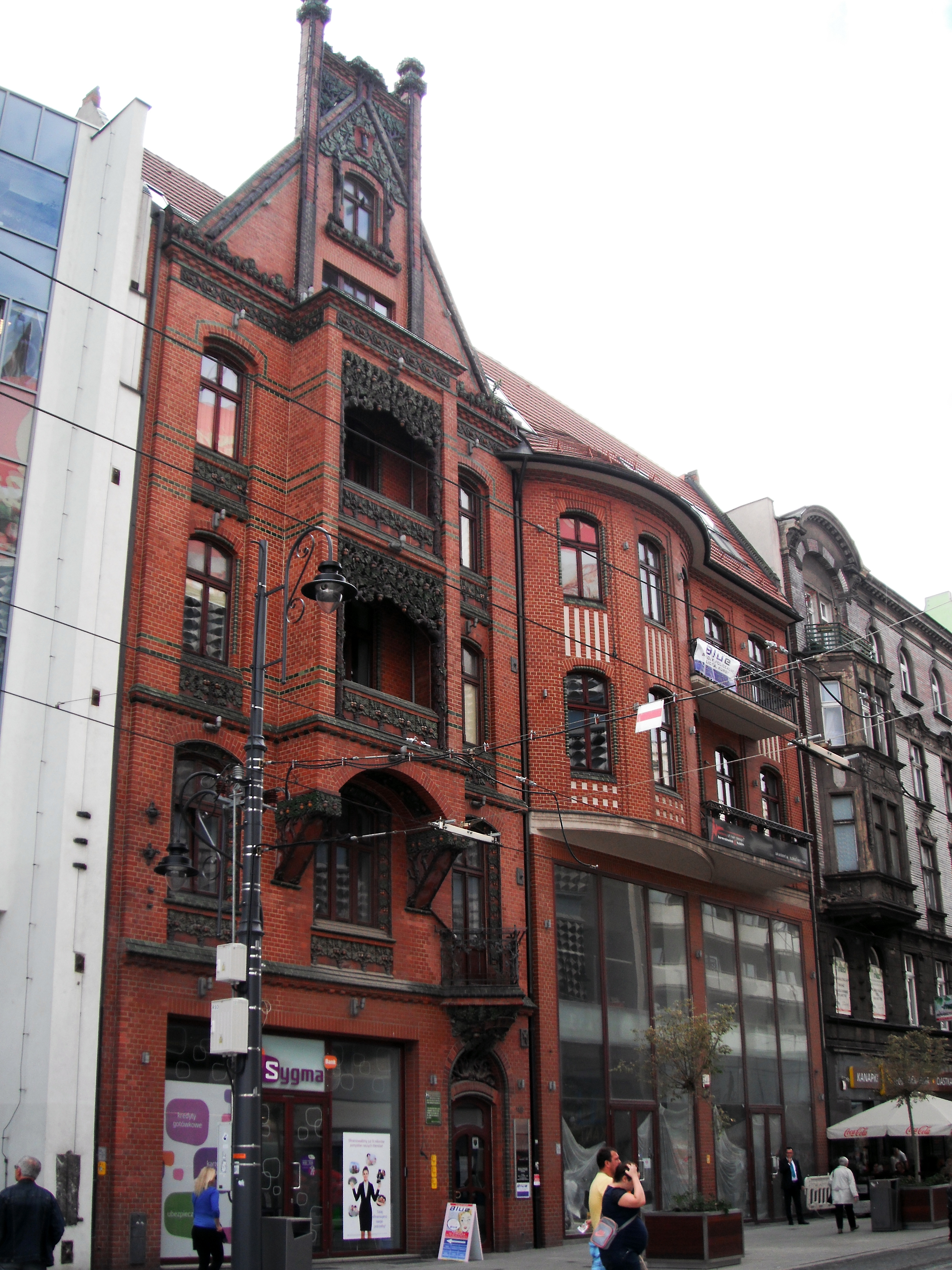
Kamienica pod nr. 6 i 8 (2014)

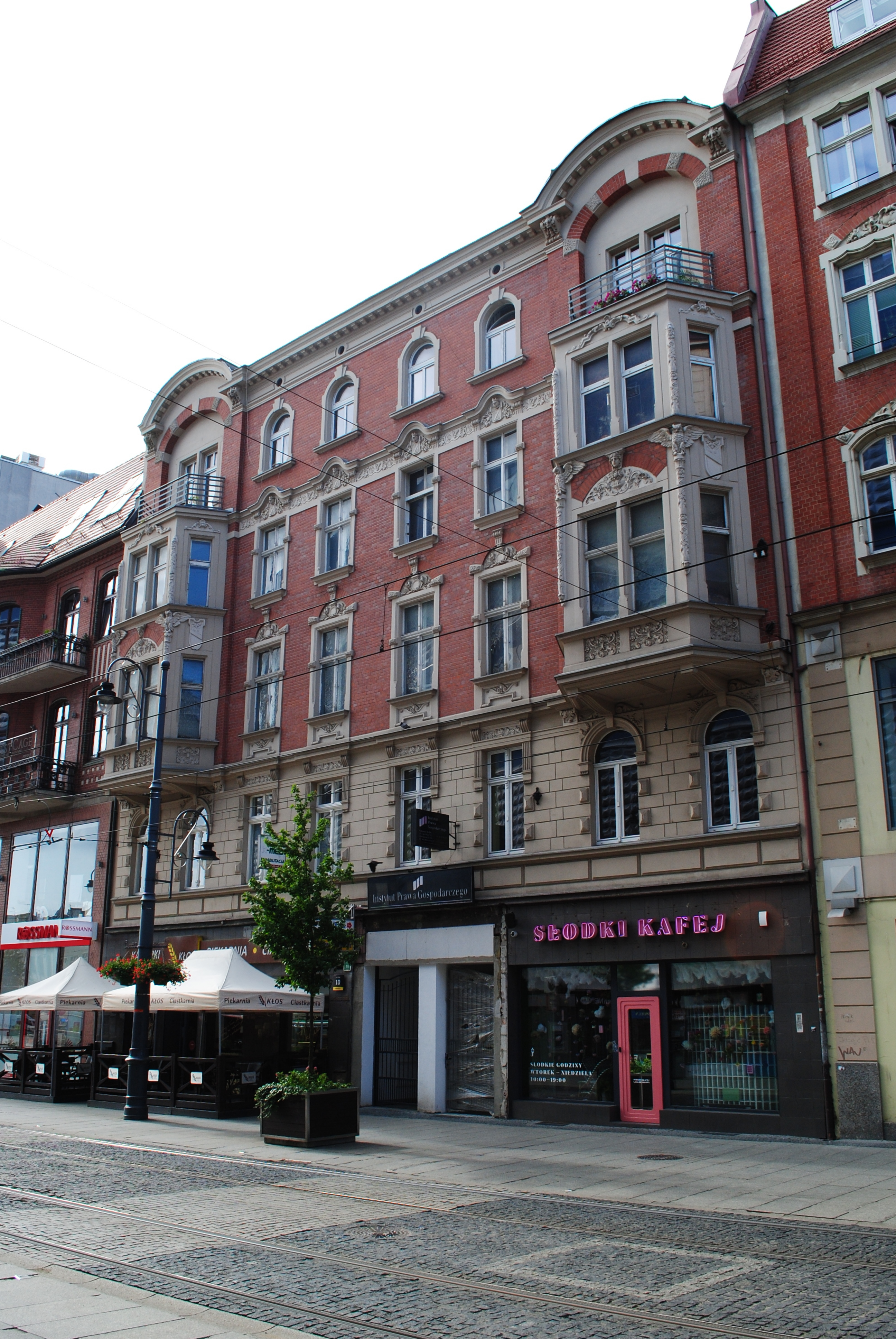
Kamienica pod nr. 10 (2023)

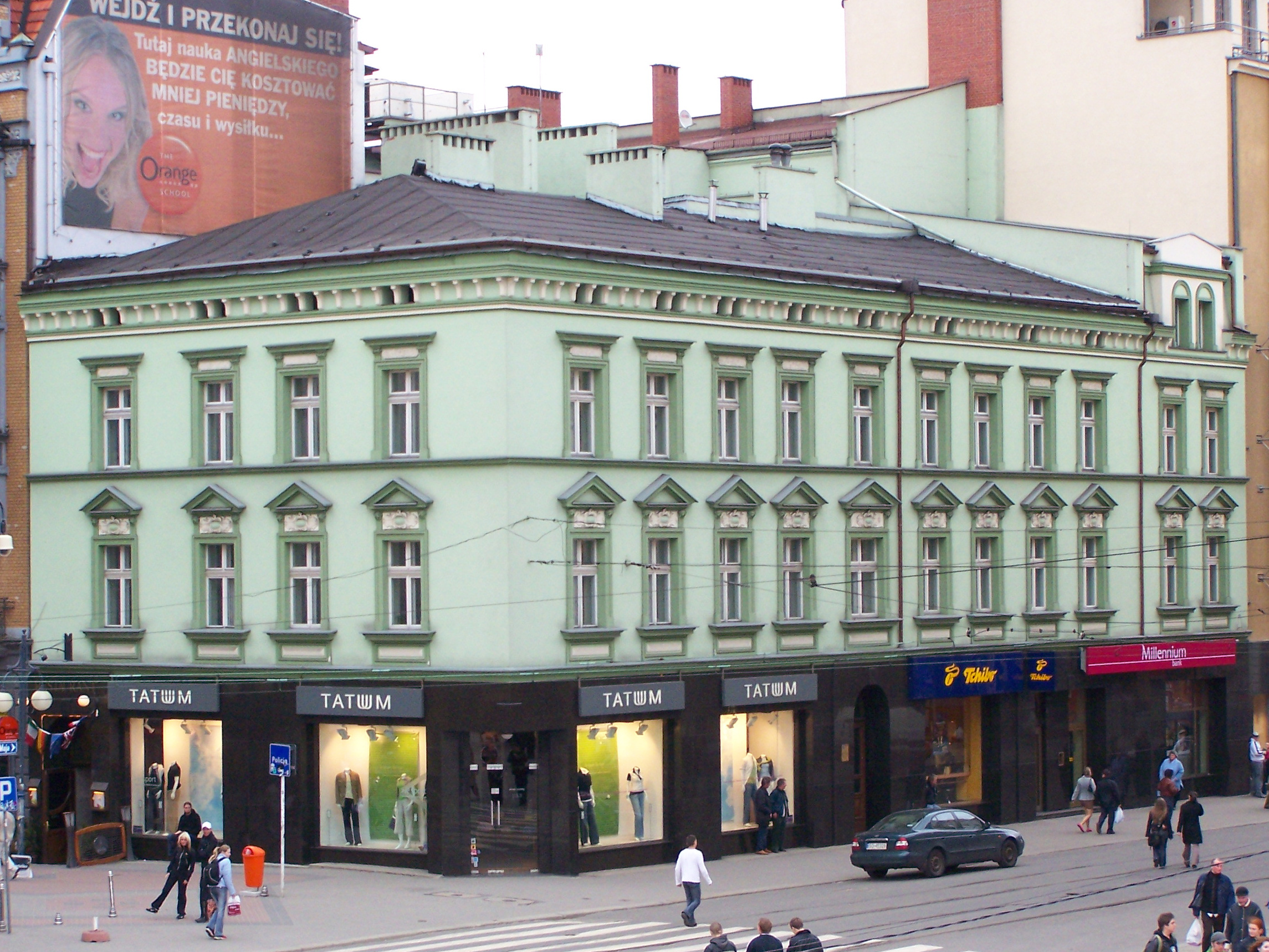
Kamienica pod nr. 13 (2006; przed nadbudową o dodatkową kondygnację)

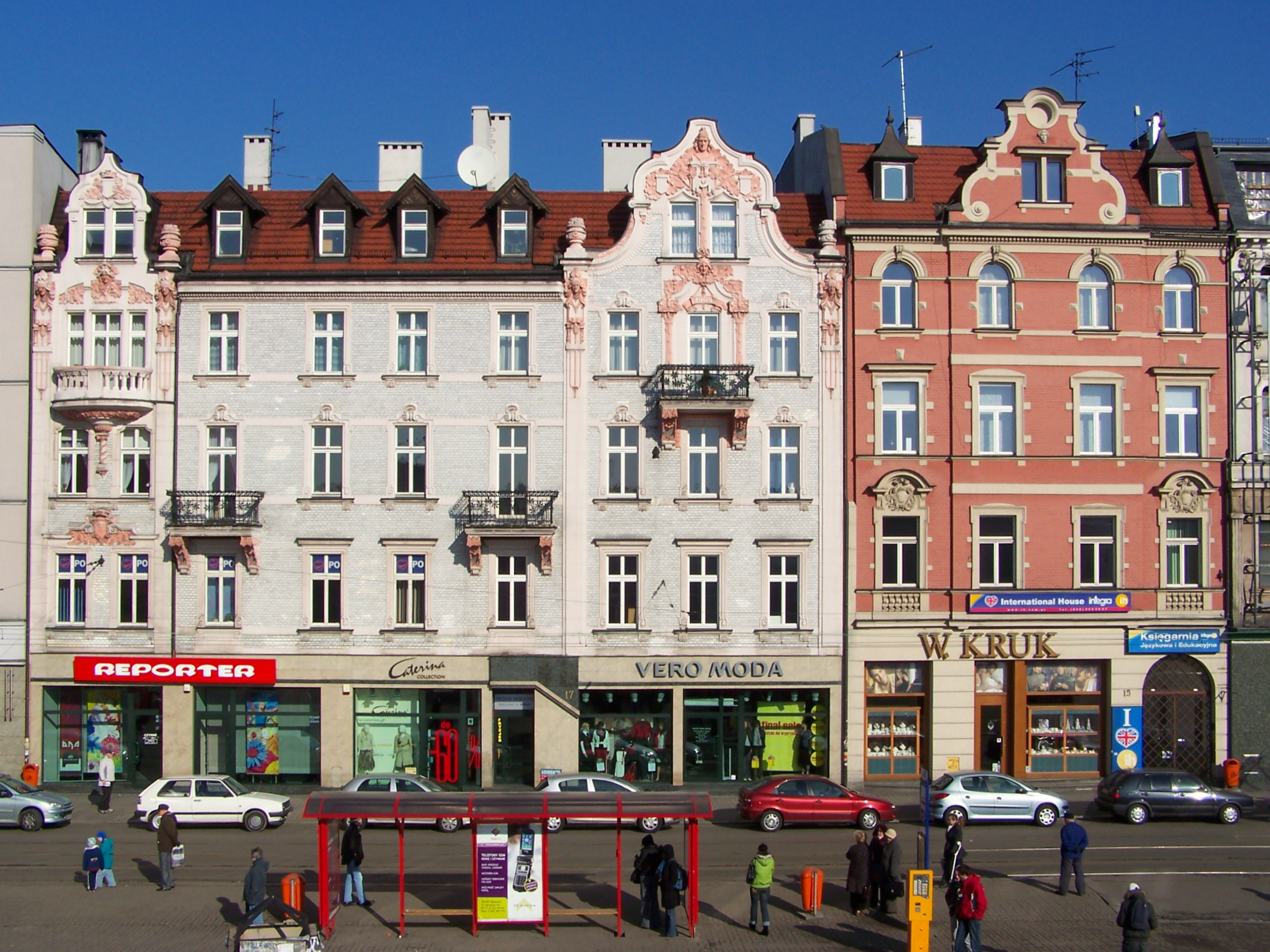
Kamienice pod nr. 15 i 17 (2007)

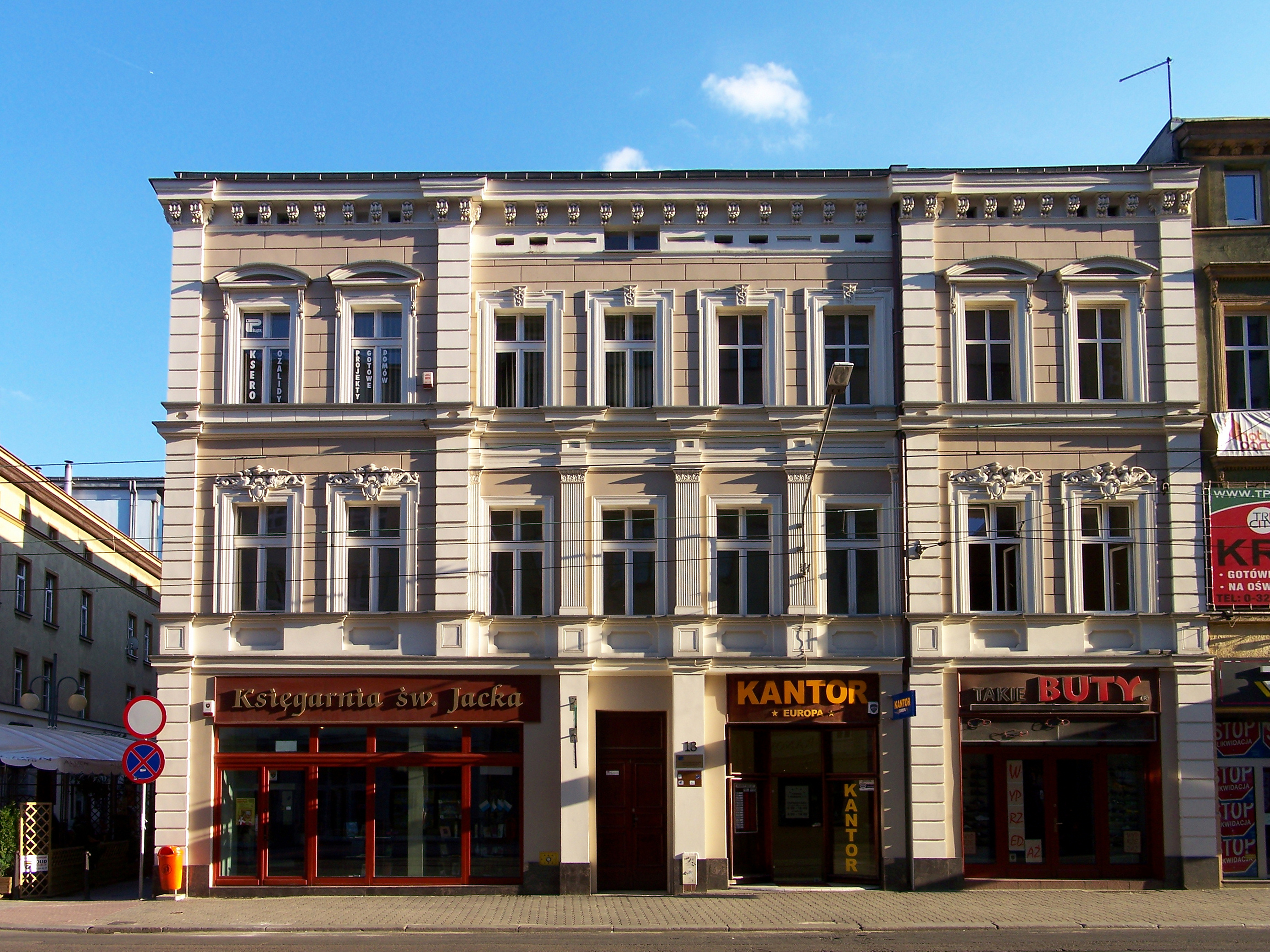
Kamienica pod nr. 18 (2008)

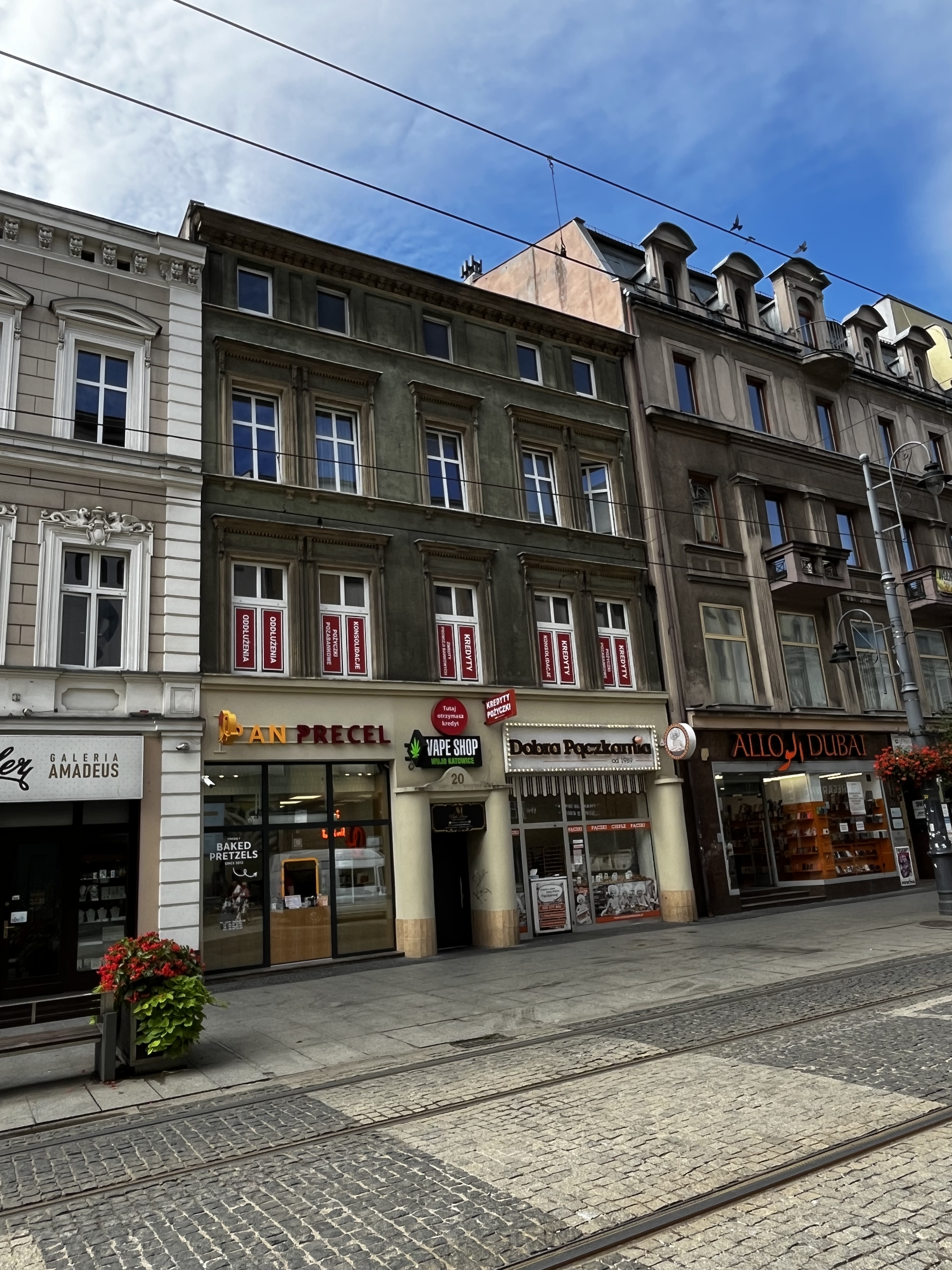
Kamienica pod nr. 20 (2024)

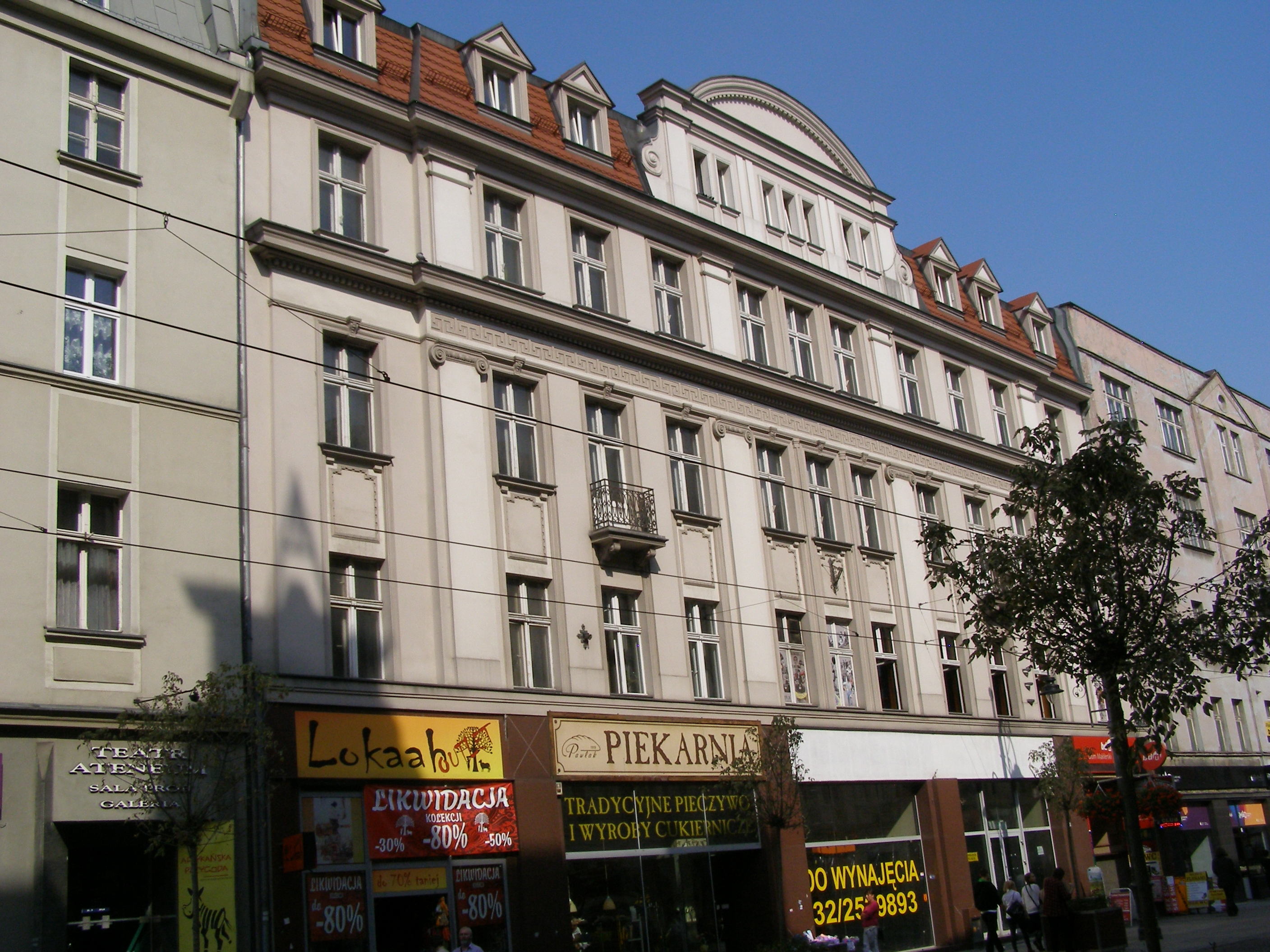
Kamienica pod nr. 23 (2014)

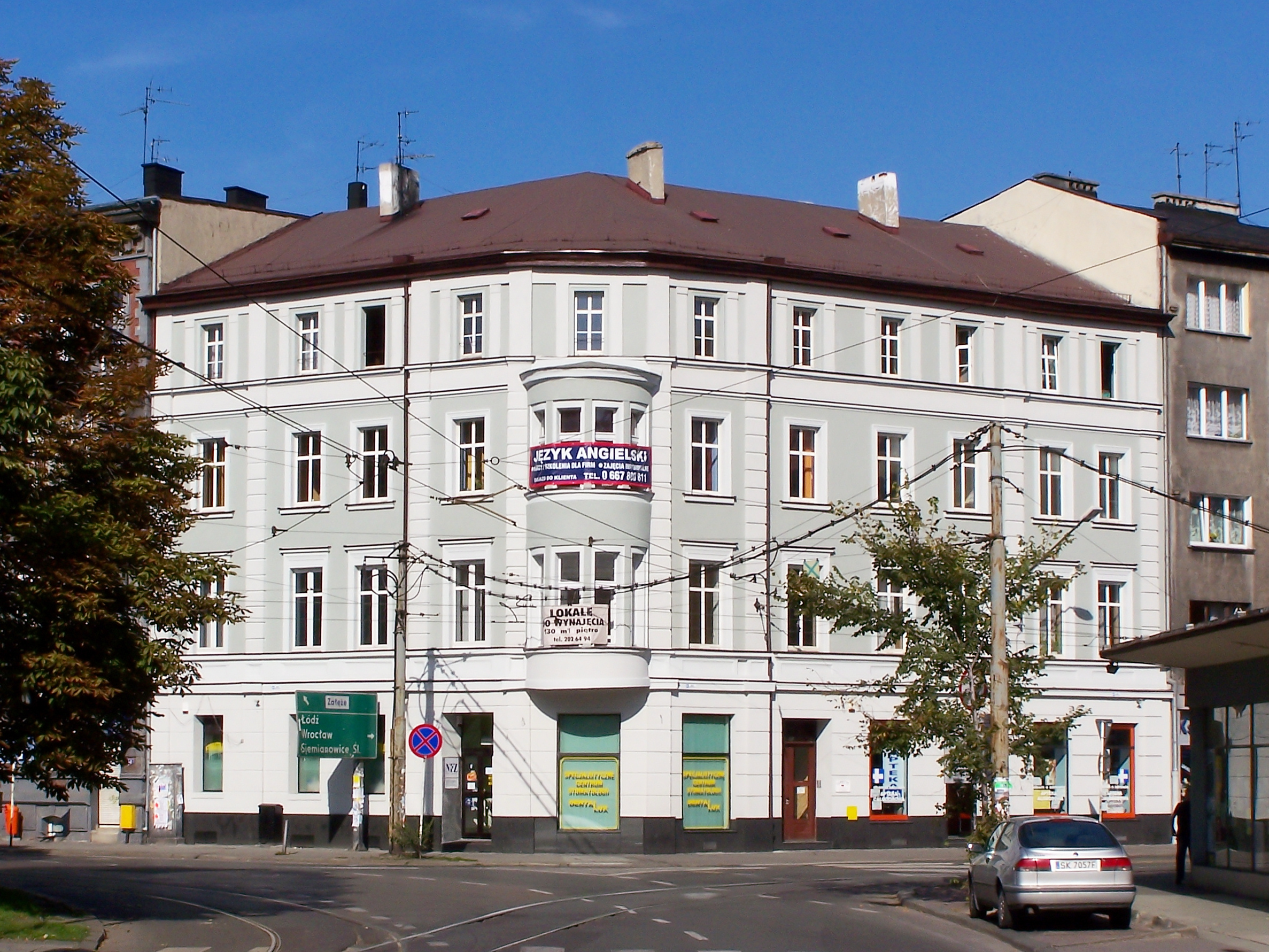
Kamienica pod nr. 33 (2007)

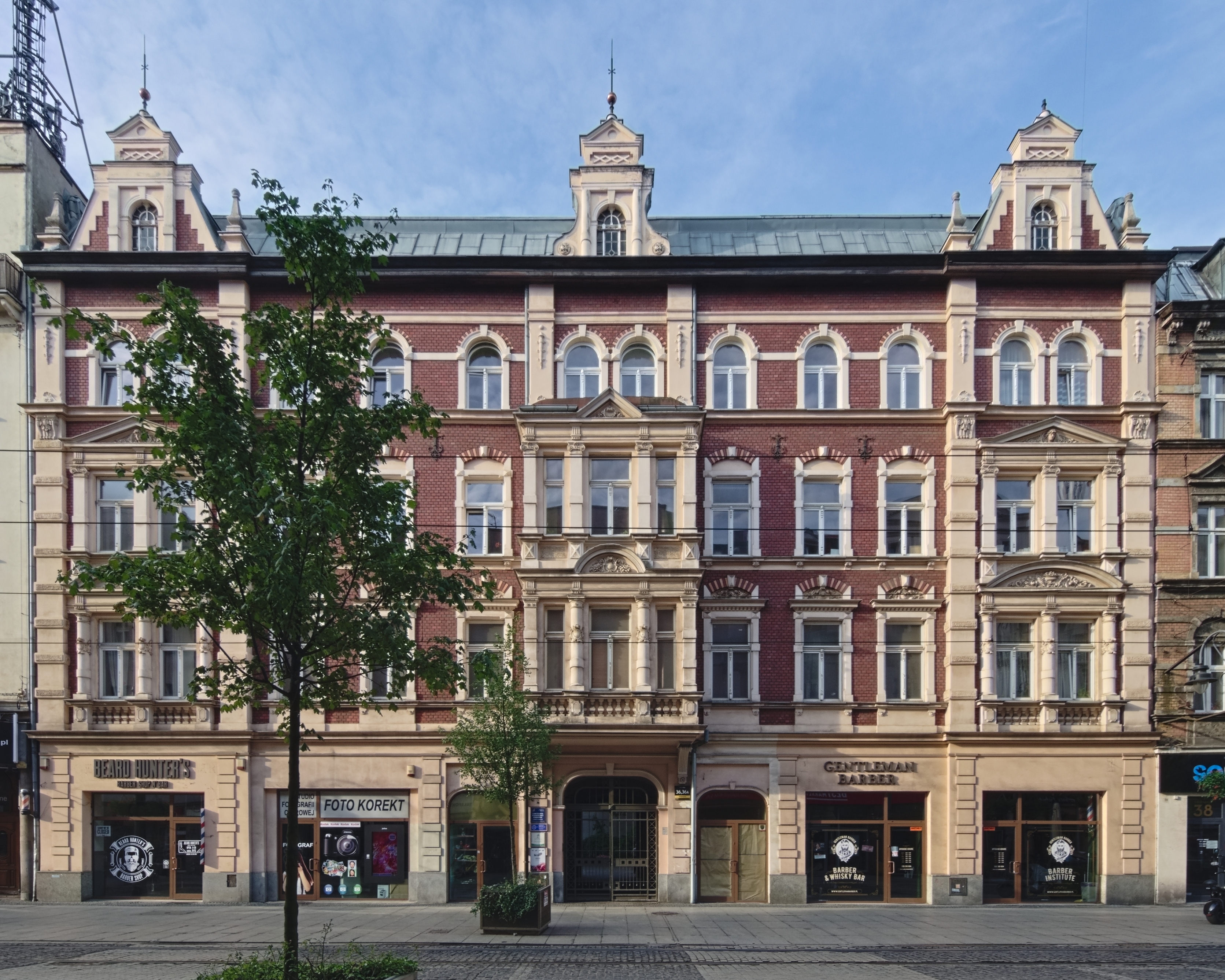
Kamienica pod nr. 36 (2024)

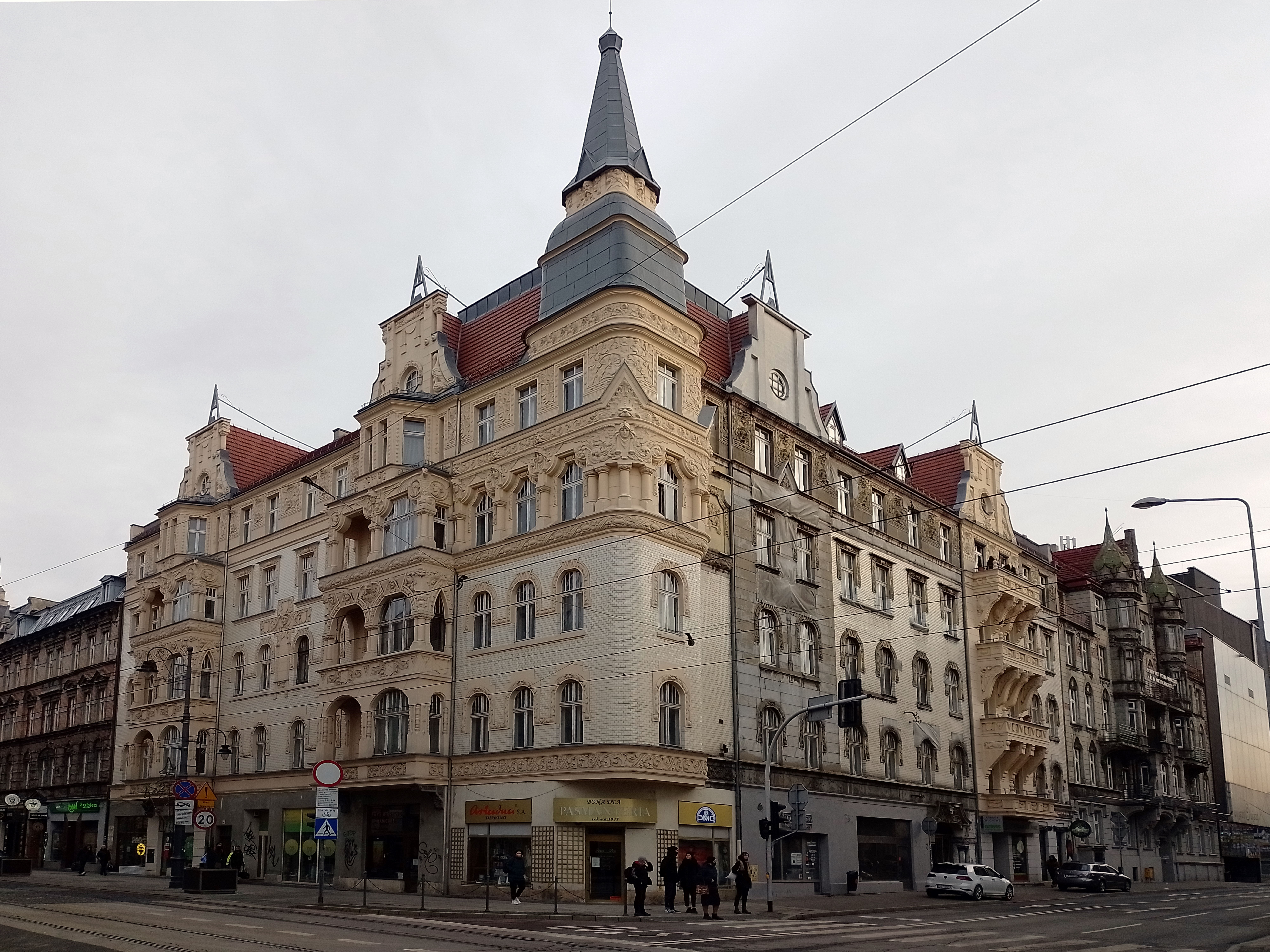
Kamienica pod nr. 40 (2022)

- Kamienica mieszkalno-handlowa (ul. 3 Maja 6 i 8) – wpisana do rejestru zabytków nieruchomych (nr rej.: A/1390/89 z 23 października 1989 roku[38]), wzniesiona w latach 1903–1907 według projektu sygnowanego przez Hugo Grünfelda[39] w stylu neogotyckim z elementami secesji[40]. Jako pierwsza powstała kamienica pod numerem 6, wzniesiona w 1903 roku. W 1907 roku dom rozbudowano do rozmiarów dzisiejszych. Kamienice zlokalizowano na planie przypominającym prostokąt (posiadają one boczną oficynę). Niesymetryczną elewację frontową przebudowano w parterze i licowano czerwoną cegłą z tynkowanym detalem architektonicznym. Powyżej istnieją okna zamknięte łukiem odcinkowym, a na osi centralnej – wsparty na konsolach trójboczny wykusz z loggią balkonową. Dekoracje loggi i płycin podokiennych przedstawiają dęby. Kamienica posiada cztery kondygnacje, podpiwniczenie oraz poddasze. W partii centralnej elewacji umieszczono tarczę herbową z wyobrażeniem buta. Część zachodnia na pierwszej i drugiej kondygnacji jest dwuosiowa z dużymi oknami wystawowymi. Okna wyższych kondygnacji zamknięto łukiem odcinkowym. Na pierwszej osi zaznaczono wykusz dwuosiowy na planie wyciętego koła. Przylegają do niego balkony z metalowymi balustradami. Pod oknami istnieją także płyciny z dekoracją geometryczną[41].
- Kamienica mieszkalno-handlowa (ul. 3 Maja 7) – wybudowana w 1909 roku w stylu modernizmu, przebudowana w latach 30. XX wieku w stylu funkcjonalizmu[42]. Jest m.in. siedzibą Kina Światowid. Od 1909 roku pod numerem 7 funkcjonowało kino „Colosseum”[22]. Stanowił także siedzibę firmy Włókno H. Pinkensfelda (sprzedaż towarów tekstylnych), sklepu R. Gajewskiego (sprzedaż importowanych papierosów), filii fabryki sukna Ja-Ra z Bielska (sprzedaż materiałów jednolitych i wojskowych)[25].
- Dom handlowy braci Barasch[43] (ul. 3 Maja 9) – wzniesiony na początku XX wieku w stylu modernizmu i neoklasycyzmu, następnie przebudowany[42]. Był własnością braci Arthura i Georga Barasch, którzy byli właścicielami całej sieci sklepów i domów handlowych w Niemczech, m.in. w Bytomiu, Gliwicach, Katowicach, Królewcu, Magdeburgu, Nysie i we Wrocławiu. Siedziba firmy braci Barasch mieściła się we Wrocławiu[21]. W dwudziestoleciu międzywojennym kamienica była siedzibą Banku Śląskiego – Banque de Silésie[23].
- Kamienica mieszkalno-handlowa (ul. 3 Maja 10)[42] – wybudowana w 1899 roku według projektu Antona Zimmermanna w stylu eklektycznym z elementami modernizmu, na miejscu trójkondygnacyjnego neorenesansowego domu. Wzniesiono ją na planie litery „L”, z oficyną boczną. Posiada pięć kondygnacji, podpiwniczenie, poddasze, dach dwuspadowy, bryłę rozbita dwoma wykuszami na pierwszej i ostatniej osi. Pierwszą kondygnację w dużym stopniu przebudowano. Na pozostałych kondygnacjach kamienica ma sześcioosiową symetryczną fasadę. Druga kondygnacja jest tynkowana i boniowana. Prostokątne i łukowe okna umieszczono tam na osiach pod wykuszami. Wszystkie ujęto w tynkowane opaski zdobione diamentowymi boniami. W pozostałej części zachowała się fasada licowana białą glazurowaną cegłą, detal architektoniczny i wykusze – tynkowane. Prostokątne okna na kondygnacjach trzeciej i czwartej ujęto w tynkowane opaski i zwieńczono dekoracją sztukatorską. Czwartą kondygnację zamyka gzyms wypełniony dekoracjami sztukatorskimi. Okna ostatniej kondygnacji są łukowe, z klińcem[41]. Do 1939 roku w budynku funkcjonowała firma Textil, oferująca firany oraz dywany podłogowe, i sklep spółki Pagel, wyrabiającej porcelanowe serwisy[25].
- Dom Towarowy „Pedant” (ul. 3 Maja 11) – wybudowany w 1948 roku. Był pierwszym domem towarowym w Polsce po II wojnie światowej[19].
- Kamienica mieszkalno-handlowa (ul. 3 Maja 12)[42] – wzniesiona w 1901 roku w miejscu wcześniejszego neorenesansowego domu, zaprojektowana przez Antona Zimmermanna w stylu eklektycznym z elementami manieryzmu. Wybudowano ją na planie w kształcie litery „L” z oficyną tylną, podpiwniczeniem i poddaszem. Kamienicę nakryto dachem dwuspadowym o stromej połaci frontowej. Pięciokondygnacyjna bryła budynku jest dwuskrzydłowa, rozbita trójkondygnacyjnym wykuszem i zwieńczona schodkowym szczytem. Fasadę ukształtowano niesymetrycznie, przebudowano w strefie pierwszej i drugiej kondygnacji. Okna ujęto w profilowane opaski, na trzeciej kondygnacji – łukowe, na czwartej i piątej – prostokątne zwieńczone wyprofilowanymi w tynku łukami kotarowymi. Na wyższych kondygnacjach istnieje elewacja pięcioosiowa o zdwojonej pierwszej osi z wykuszem na osi centralnej, licowana czerwoną cegłą. Do wykusza od lewej strony przylegają balkony z kamiennymi balustradami. Dekoracje sztukatorskie o motywach roślinnych umieszczono w naczółkach i na szczycie budynku[44]. W pierwszej połowie XX wieku w kamienicy znajdowała się siedziba wydawnictwa i redakcji gazety Kattowitzer Zeitung, jej drukarnia oraz księgarnia. Założycielem, właścicielem był Gottfried Siwinna. Po nim, do grudnia 1921 roku Carl Siwinna sprzedał spółkę Kattowitzer Buchdruckerei- und Verlagsgesellschaft z obawy o odłączenie Górnego Śląska od Cesarstwa Niemieckiego i wyjechał do Berlina[27].
- Kamienica mieszkalno-handlowa (ul. 3 Maja 13; ul. Stawowa 10)[42] – z lat 70. XIX wieku według projektu nieznanego autora. Pierwotnie jej fasada prezentowała styl arkadowy i była boniowana. Prawdopodobnie w latach 90. XIX wieku została przebudowana. Jest to obiekt trójkondygnacyjny z podpiwniczeniem i poddaszem, zwieńczony dachem dwuspadowym. Południowa elewacja jest jedenastoosiowa, a zachodnia czteroosiowa, na poziomie parterów wtórnie przebudowana. Okna kamienicy są prostokątne i ujęte w profilowane opaski, na drugiej kondygnacji zwieńczona trójkątnymi naczółkami wspartymi na płycinach z kartuszami. Elewacje wieńczy gzyms wsparty na konsolach[45]. W 2011 roku kamienicę nadbudowano o dodatkową kondygnację[46].
- Kamienica mieszkalno-handlowa (ul. 3 Maja 14)[42] – pod nr 14 na początku XX wieku istniał sklep wędliniarski Alfreda Nebla[27].

- Kamienica mieszkalno-handlowa (ul. 3 Maja 15)[42] – wybudowana w 1898 roku według projektu powstałego w firmie budowlanej Ignatza Grünfelda w stylu historyzmu z dominującymi elementami neobaroku. Pierwotnie kamienicę zdobiła loggia balkonowa usytuowana na osi budynku. Kamienicę zbudowano na planie litery „L”. Bryła budynku jest dwuskrzydłowa, z nieznacznym, centralnym, dwuosiowym ryzalitem zwieńczonym szczytem. Okna na drugiej i trzeciej kondygnacji są prostokątne, w uszatych obramieniach. Pod oknami osi skrajnych drugiej kondygnacji istnieją płyciny wypełnione pseudobalustradami tralkowymi. Okna te zamykają łukowe naczółki wypełnione dekoracjami sztukatorskimi. Na ostatniej kondygnacji okna łukowe ujęto w profilowane opaski z kluczem pośrodku. Elewację wieńczy kostkowy gzyms[47]. Na początku XX wieku w kamienicy swoją siedzibę posiadało towarzystwo Block-Burn, oferujące maszyny do pisania „Remington”, oraz sklep Perfumerie Parisienne i oddziałKuriera Warszawskiego[28].
- Kamienica mieszkalno-handlowa (ul. 3 Maja 16)[42] – funkcjonuje tam żydowski dom modlitwy, tj. synagoga im. Chaskela Bessera oraz jest siedzibą Gminy Wyznaniowej Żydowskiej w Katowicach[48] i oddziału Towarzystwa Społeczno-Kulturalnego Żydów w Polsce[49].
- Kamienica mieszkalno-handlowa (ul. 3 Maja 17) – wpisana do rejestru zabytków nieruchomych (nr rej.: A/1440/91[39] z 31 października 1991 roku; obecnie nr rej.: A/1012/22[38]), wzniesiona w 1904 roku, w stylu secesji[39]. Kamienicę wybudowano na planie litery „U”. Posiada oficyny boczną i tylną. Budynek jest czterokondygnacyjny, podpiwniczony, nakryty dachem dwuspadowym z lukarnami, trójskrzydłową bryłą z dwoma nieznacznymi, zamykającymi ją ryzalitami (zwieńczone secesyjnymi szczytami). Fasadę na wyższych kondygnacjach ukształtowano niesymetrycznie (licowana białą cegłą glazurowaną). Parter elewacji frontowej przebudowano. Otwory okienne posiadają prostokątny wykrój, ujęte w tynkowane opaski. Pod oknami trzeciej i szóstej osi trzeciej kondygnacji oraz ósmej osi ostatniej kondygnacji istnieją balkony wsparte na konsolach z dekoracyjnymi, secesyjnymi, kutymi balustradami. Okna trzeciej kondygnacji zwieńczone są mniejszymi, secesyjnymi naczółkami. Na pierwszej osi ostatniej kondygnacji zlokalizowano balkon na planie wycinka koła z pełną, tralkową balustradą. Szczyty zdobi bogata secesyjna dekoracja (liście kasztanów, rzeźby głów ludzkich)[50]. Od 1896 do 1939 roku w kamienicy swoją siedzibę posiadała firma Kahle i Cless, sprzedająca aparaty elektryczne i instalacje[27]. W dwudziestoleciu międzywojennym XX wieku funkcjonował tu oddział towarzystwa ubezpieczeniowego Orzeł, Sp. Akc. w Warszawie[51].
- Kamienica mieszkalno-handlowa (ul. 3 Maja 18)[42] – wybudowana w 1872 roku w stylu eklektycznym, zaprojektowana przez budowniczego Schwarzera jako dom własny. Wszystkie okna parteru i podkreślonych osi centralnych miały mieć kształt łukowy, nadający budynkowi cechy stylu arkadowego. Ostatecznie zmieniono jednak wystrój okien i dekoracje ryzalitu centralnego (zmienił się styl budynku). Trójkondygnacyjną kamienicę wybudowano na planie zbliżonym do litery „U” z podpiwniczoną zwartą bryła, nakryta dachem jednospadowym. Na osiach skrajnych budynek posiada nieznaczne ryzality. Elewację przebudowano w partii parteru, w czwartej osi elewacji północnej zlokalizowano drzwi wejściowe do kamienicy. Elewacja północna – posiada osiem osi, jest symetryczna; elewacja wschodnia – czteroosiowa, o symetrycznych głównych podziałach, lecz parze okien odpowiada ślepa ściana. Na wyższych kondygnacjach fasadę otynkowano. Ryzality są flankowane boniowanymi lizenami. Prostokątne okna ujęto w uszate obramienia. Nad oknami pierwszej kondygnacji w ryzalitach umieszczono dekoracje sztukatorskie przedstawiające gryfy, okna trzeciej kondygnacji zwieńczono łukowymi naczółkami. Kondygnacje oddzielono gzymsem. W części centralnej elewacji na pierwszej kondygnacji osie wydzielono pilastrami jońskimi; na drugiej okna ujęto w uszate obramienia. W części centralnej okna ujęto w uszate opaski. Niesymetryczna czteroosiowa elewacja wschodnia posiada ryzalit, przylegający do narożnika, pozbawiony okien, ryzalit skrajny został ukształtowany identycznie jak ryzality skrajne elewacji północnej. Kamienicę wieńczy gzyms wsparty na konsolach. Zachowały się we wnętrzu kręte schody na półeliptycznym rzucie, z tralkową balustradą[52]. W latach międzywojennych w budynku mieścił się skład mydła Czwiklitzera (późniejsze Katowickie Zakłady Chemii Gospodarczej „Pollena-Savona”)[28].
- Kamienica mieszkalno-handlowa (ul. 3 Maja 19)[42] – w latach trzydziestych XX wieku przy ulicy 3 Maja 19 działała drukarnia Abrahama Grünbauma – drukowano tu książki modlitewne i druki akcydensowe[53].
- Kamienica mieszkalno-handlowa (ul. 3 Maja 20)[42] – wybudowana w 1873 roku przez J. Brinsa w stylu neorenesansowym. Bryłę zwieńczono gzymsem koronkowym, a piętra oddzielono ozdobnymi gzymsami[54]. W latach międzywojennych XX wieku w budynku działalność prowadził Kasprowski – naprawiał maszyny biurowe[55].

- Kamienica mieszkalno-handlowa (ul. 3 Maja 21)[42].
- Kamienica mieszkalno-handlowa (ul. 3 Maja 22)[42].
- Kamienica mieszkalno-handlowa (ul. 3 Maja 23)[42] – w dwudziestoleciu międzywojennym pod numerem 23 funkcjonował oddział towarzystwa ubezpieczeniowego Generali Assicurazioni Trieste[51]. Swoją siedzibę miały tu także konsulaty francuski i włoski[28].
- Kamienica mieszkalno-handlowa (ul. 3 Maja 24)[42].
- Kamienica mieszkalno-handlowa (ul. 3 Maja 25, ul. J. Słowackiego 20)[42] – w dwudziestoleciu międzywojennym pod nr 25 działalność prowadziło kino „Union”[22]. Siedziba Galerii Ateneum[56].
- Kamienica mieszkalno-handlowa (ul. 3 Maja 26)[42].
- Kamienica mieszkalno-handlowa (ul. 3 Maja 27, ul. J. Słowackiego 33)[57].
- Kamienica mieszkalno-handlowa (ul. 3 Maja 28, d. pl. W. Szewczyka 1) – wzniesiona w latach 1891–1900 w stylu neobarokowym według projektu wykonanego przez pracownię Ignatza Grünfelda. Wpisana do rejestru zabytków nieruchomych 11 grudnia 2000 roku (nr rej.: A/40/00)[39]. Jest to obiekt narożny ze ściętym narożnikiem, czterokondygnacyjny z podpiwniczeniem i poddaszem, zwieńczony dachem dwuspadowym z kopułą w narożniku i facjatkami. Północna elewacja jest niesymetryczna i czteroosiowa, natomiast zachodnia symetryczna i pięcioosiowa – obie boniowane. Okna są prostokątne (1-3 kondygnacja) i zamknięte łukowo (4 kondygnacja). W narożniku znajduje się kartusz z inskrypcją „1900”[58].
- Kamienica mieszkalno-handlowa (ul. 3 Maja 29)[42].
- Kamienica mieszkalno-handlowa (ul. 3 Maja 33, róg z pl. Wolności)[42] – w dwudziestoleciu międzywojennym pod numerem 33 działała Apteka Świętej Elżbiety[59]. Do 1939 pod numerem 33 funkcjonował wicekonsulat brytyjski[28][29].
- Kamienica mieszkalno-handlowa (ul. 3 Maja 34) – wzniesiona w końcu XIX wieku w stylu późnego modernizmu, następnie przebudowana[42]. W kamienicy pod numerem 34 w dwudziestoleciu międzywojennym znajdowały się największe w ówczesnej Polsce składy rowerów „Ebeco”, maszyn do pisania i szycia, oraz oddział Polskiej Agencji Telegraficznej „Pat” pod kierownictwem Adama Mikulskiego[28] i drukarnia Centrali Papieru i Druków „PaP” (założona 10 lutego 1923 roku)[55].
- Kamienica mieszkalno-handlowa (ul. 3 Maja 36)[42] – Wzniesiona w latach dziewięćdziesiątych XIX wieku w stylu eklektycznym. Budynek wzniesiono na planie zbliżonym do litery „U”. Posiada cztery kondygnacje, podpiwniczenie, poddasze, dach dwuspadowy z trzema szczytami (facjatkami). Bryła jest zwarta, z nieznacznymi opinającymi ja ryzalitami oraz wykuszem na osi centralnej. Elewację frontową mocno przebudowano w strefie parteru, na osi budynku istnieje brama przejazdowa ujęta w profilowaną opaskę z kluczem, zwieńczoną gzymsem. Na wyższych kondygnacjach jednoosiowa symetryczna fasada była licowana czerwoną cegłą, z tynkowanym architektonicznym detalem i wykuszem. Wykusz ujęto w boniowane pilastry i półkolumny. W tynkowane i boniowane lizeny ujęto dwuosiowe ryzality. Okna ryzalitów nakryto wspólnymi naczółkami (na drugiej kondygnacji – naczółki łukowe wypełnione dekoracjami roślinnymi, wsparte na półkolumnach; na trzeciej – trójkątne z wyobrażeniem głowy ludzkiej, wsparte na pilastrach). Prostokątne okna pozostałych osi (z wyjątkiem wykuszu) drugiej i trzeciej kondygnacji ujęto w tynkowane opaski. Na drugiej kondygnacji wieńczą je wypełnione dekoracjami sztukatorskimi gzymsy i łukowe naczółki utworzone z ozdobnych, dekoracyjnych cegieł; na trzeciej – pozbawione dekoracji naczółki. Okna ostatniej kondygnacji zamyka łuk pełny, opinają je profilowane opaski. Bramę przejazdową sklepiono krzyżowo, ściany przedzielono pilastrami. We wnętrzu umiejscowiono dwie klatki schodowe z dwubiegowymi schodami[60]. Przed 1914 w kamienicy istniało biuro pośrednictwa sprzedaży nieruchomości Siegmunda Kornbluma[25]. W dwudziestoleciu międzywojennym swoją siedzibę miał tu oddział towarzystwa ubezpieczeniowego „Vesta”[51].
- Kamienica mieszkalno-handlowa (ul. 3 Maja 38)[42] – z 1891 roku według projektu Fedora Rudzińskiego. Jest to obiekt czterokondygnacyjny z podpiwniczeniem i poddaszem, zwieńczony dachem dwuspadowym z facjatkami. Symetryczna fasada budynku została ujęta w dwa nieznaczne ryzality. W osi znajduje się brama przejazdowa zwieńczona trójkątnym tympanonem. Na pozostałych kondygnacjach jest ośmioosiowa i licowana czerwoną cegłą. Okna kamienicy są prostokątne, ujęte w tynkowe opaski. Fasadę wieńczy gzyms wsparty na konsolach[61].
- Kamienica mieszkalno-handlowa (ul. 3 Maja 40, ul. J. Słowackiego 22) – wpisana do rejestru zabytków nieruchomych (nr rej.: 1303/83 z 7 lipca 1983 roku; obecnie nr rej. A/1303/23[38]), wybudowana w 1904 roku w stylu historyzmu[39] według projektu Paula Frantziocha[62]. W latach międzywojennych w kamienicy istniała Centralna Drogeria Alojzego Szmyta[28]. Obiekt znajduje się w miejscu dawnej żydowskiej bożnicy (pierwszej katowickiej synagogi)[63]. Obiekt przeszedł modernizację elewacji w latach 2018–2019[64].
- Gmach szkoły (ul. 3 Maja 42, ul. J. Słowackiego 35) – siedziba VIII Liceum Ogólnokształcącego im. Marii Skłodowskiej-Curie w Katowicach. Wzniesiony w latach siedemdziesiątych XIX wieku w stylu modernizmu i neorenesansu, przebudowany w 1910 roku[42].

## Gospodarka i instytucje

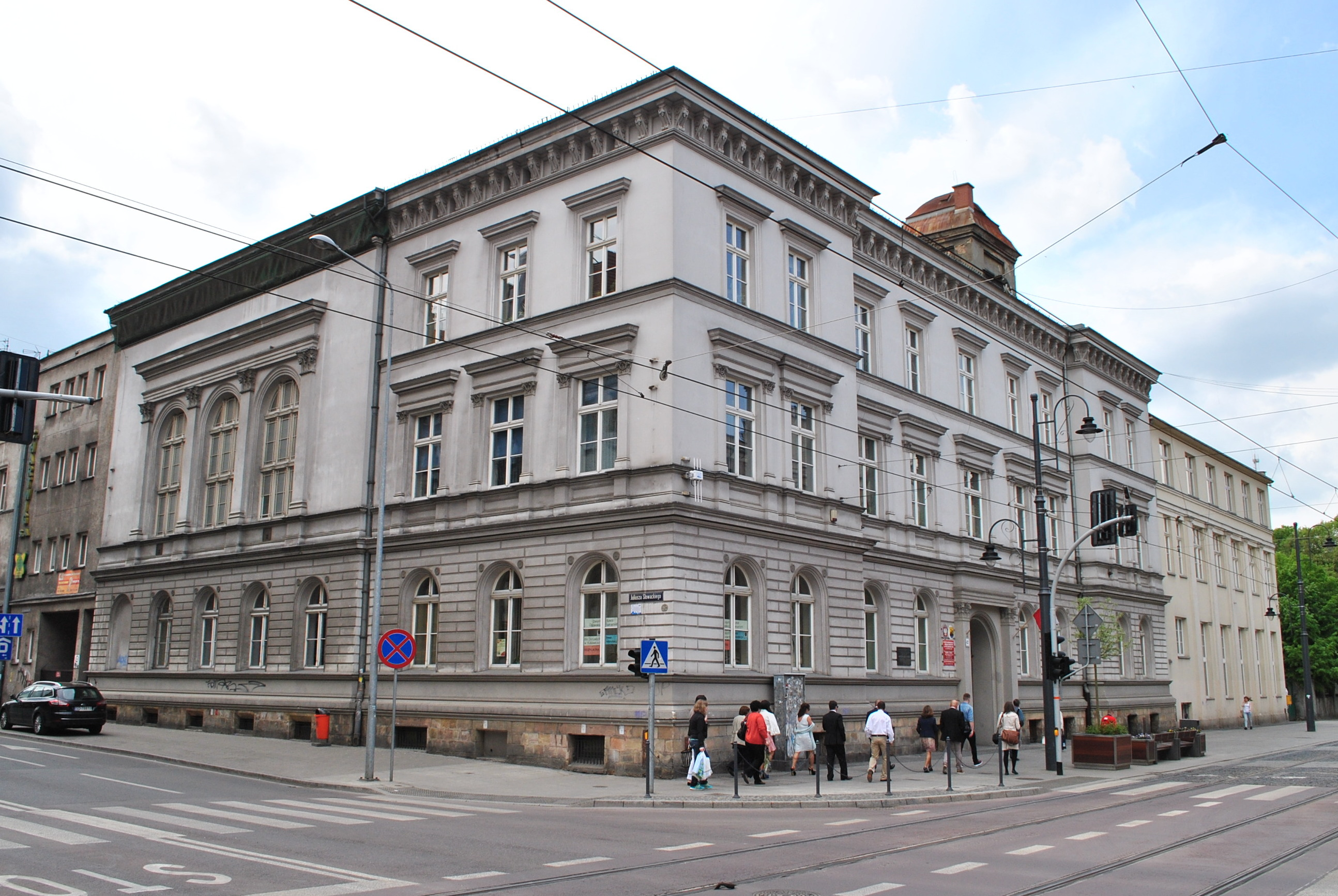
Bud. VIII LO w Katowicach (2015)

Według stanu z końca 2024 roku, w systemie REGON zarejestrowanych było ponad 680 działalności gospodarczych z siedzibą przy ulicy 3 Maja. Było wśród nich m.in.: przedsiębiorstwa handlowo-usługowe różnego typu, banki i kancelarie adwokackie, biura podróży, antykwariaty, domy maklerskie, restauracje, niepubliczne zakłady opieki zdrowotnej, kantory, księgarnie, biura poselskie i inne. 
Siedzibę bądź oddział miały wówczas także m.in.:
- Kino Studyjne Światowid (ul. 3 Maja 7)[66],
- Część wydziałów Urzędu Miasta Katowice (ul. 3 Maja 7)[67],
- Instytut Własności Intelektualnej w Katowicach (ul. 3 Maja 10)[65],
- Śląska Okręgowa Izba Architektów RP (ul. 3 Maja 11)[67],
- Klub Wysokogórski w Katowicach (ul. 3 Maja 11a)[65],
- Gmina Wyznaniowa Żydowska w Katowicach (ul. 3 Maja 16)[65],
- Galeria Ateneum (ul. 3 Maja 25)[56],
- Wojewódzki Związek Ogrodniczy w Katowicach (ul. 3 Maja 31a)[67],
- Ebeco, Fabryka Rowerów, Gramofonów i Wyrobów Metalowych (ul. 3 Maja 34)[65],
- VIII Liceum Ogólnokształcące z Oddziałami Dwujęzycznymi im. Marii Skłodowskiej-Curie w Katowicach (ul. 3 Maja 42)[65].